# Вечерд
Вечерд (рум. Vecerd) — село у повіті Сібіу в Румунії. Входить до складу комуни Биргіш.
Село розташоване на відстані 214 км на північний захід від Бухареста, 32 км на північний схід від Сібіу, 109 км на південний схід від Клуж-Напоки, 96 км на північний захід від Брашова.

## Населення
За даними перепису населення 2002 року у селі проживали 133 особи.
Національний склад населення села:
| Національність | Кількість осіб | Відсоток |
| -------------- | -------------- | -------- |
| румуни         | 123            | 92,5%    |
| цигани         | 10             | 7,5%     |

Рідною мовою назвали:
| Мова      | Кількість осіб | Відсоток |
| --------- | -------------- | -------- |
| румунська | 128            | 96,2%    |
| циганська | 5              | 3,8%     |